# Оптическое искусство

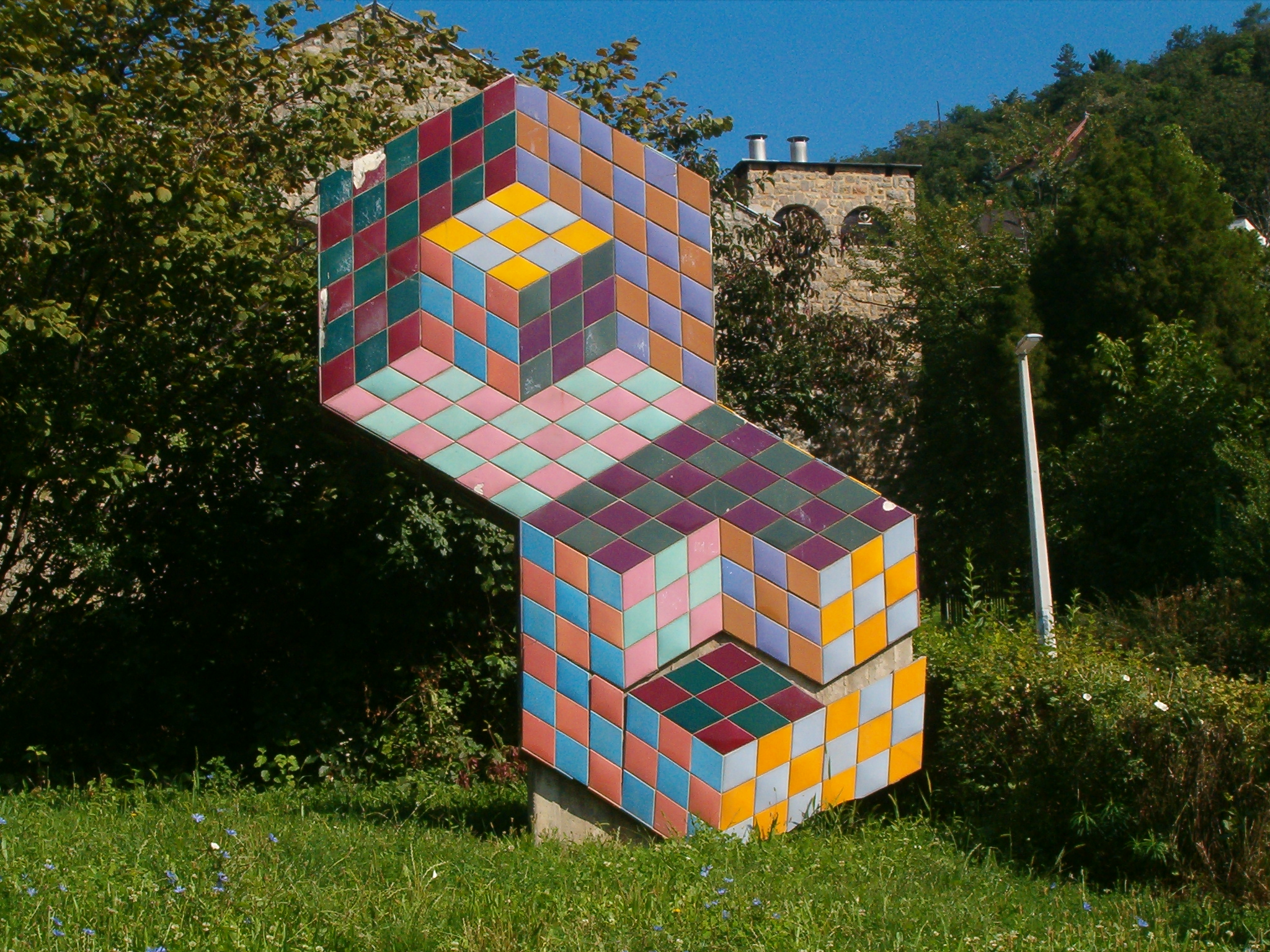
Виктор Вазарели

Опти́ческое иску́сство; сокращённый вариант оп-арт (от англ. optical art «оптическое искусство») — художественное течение второй половины XX века, использующее различные оптические иллюзии, основанные на особенностях восприятия плоских и пространственных фигур. Произведения оп-арта являются абстрактными, многие более известные произведения выполнены в чёрно-белых тонах. Как правило, они дают зрителю впечатление движения, скрытых изображений, вспыхивающих и вибрирующих узоров, или припухлости или деформации.

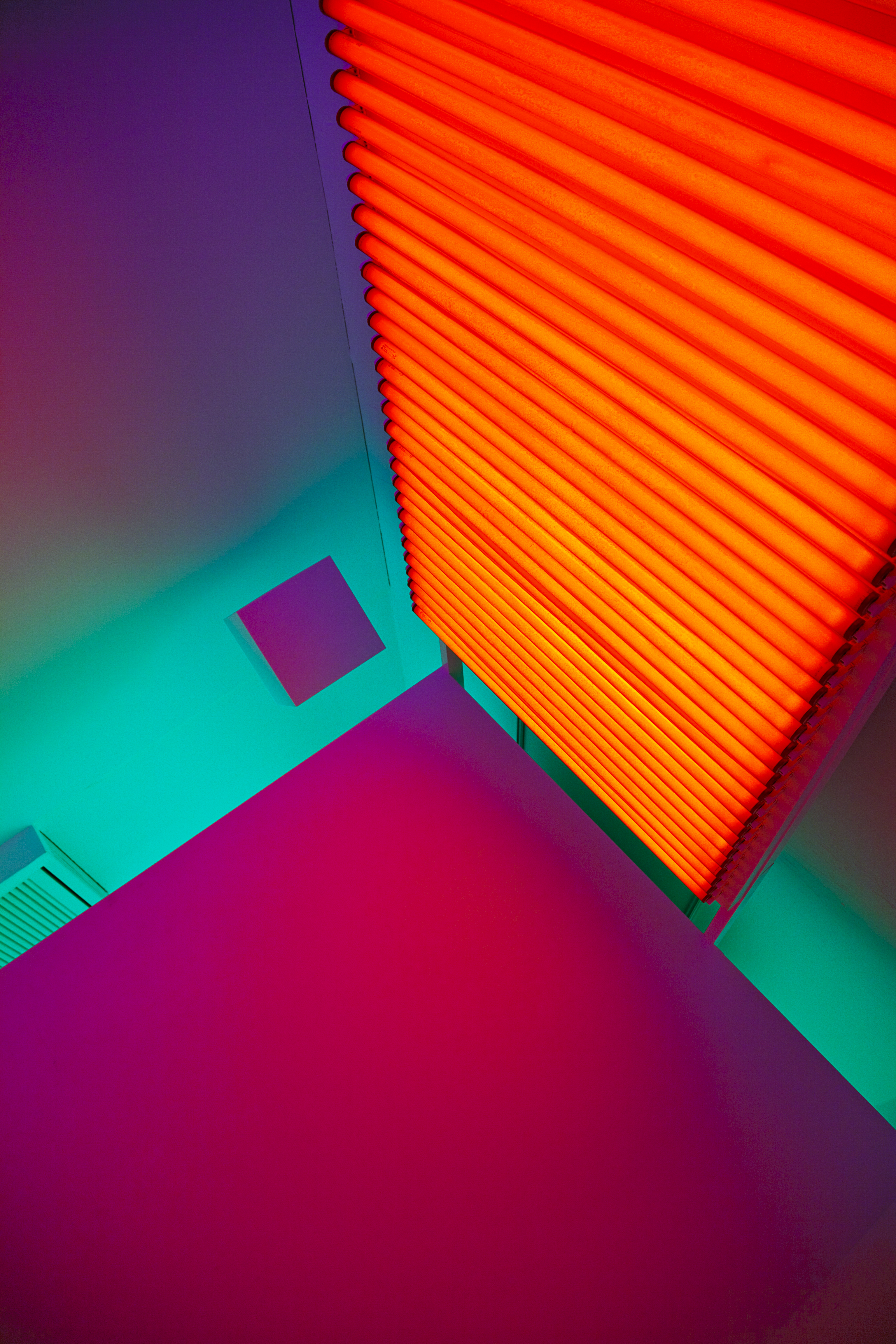
Крус-Диес, Карлос

## История
Течение продолжает рационалистическую линию техницизма (разновидности модернизма). Восходит к так называемому «геометрическому» абстракционизму, представителем которого был Виктор Вазарели (с 1930 по 1997 г. работал во Франции), основоположник оп-арта.
Направление оп-арта (оптического искусства) зародилось в 50-е годы внутри абстракционизма, точнее, его разновидности — геометрической абстракции. Его распространение как течения относится к 60-м гг. XX в.
Первые опыты в области Оп-арта относятся к концу XIX века. Уже в 1889 году в ежегоднике «Das neue Universum» появилась статья об оптических иллюзиях немецкого профессора Томпсона (Thompson), который, используя чёрно-белые концентрические окружности, создавал впечатление движения на плоскости: колёса на рисунках Томпсона «вращаются» и круги «переливаются». Но это было более научное исследование особенностей зрения, нежели искусство.
В 1955 г. в Париже оп-арт экспонировала в своей галерее Denis Rene. Но всемирную известность оп-арт получил в 1965 году после Нью-Йоркской выставки «Чувствительный глаз» (англ. The Responsive Eye) в музее современного искусства. Выставка пользовалась огромной популярностью у широкой публики (посещаемость превысила 180 000 человек).
На выставке «Арте-Фиера-77», проходившей в 1977 году в Болонье, в изобилии демонстрировались произведения художников этого направления — Виктора Вазарели, Еннио Финци и других. Художники оп-арта нередко объединяются и выступают инкогнито: группа Н. (Падуя), группа Т. (Милан), группа Зеро (Дюссельдорф), группа поисков визуального искусства, возглавляемая Виктором Вазарели, которая дала первоначальный толчок движению оп-арта.

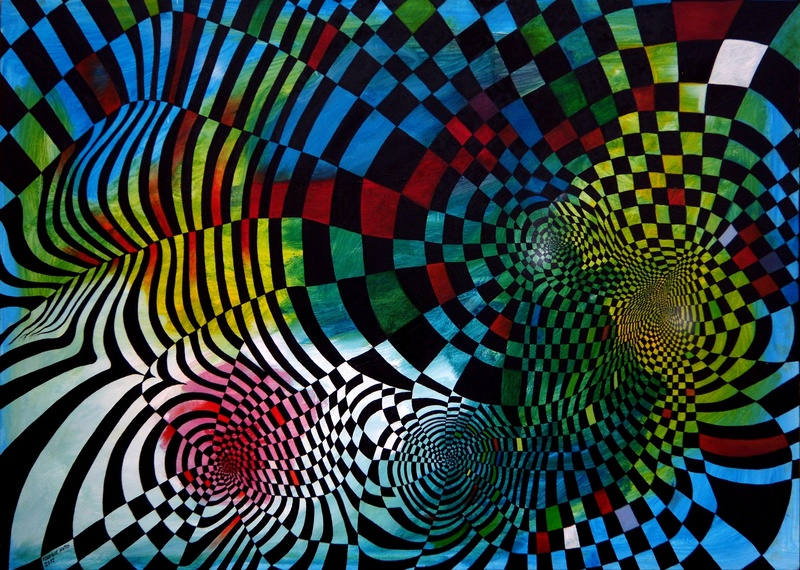
Энрике Матос

## Оптические иллюзии
Оптическое искусство — искусство зрительных иллюзий, опирающееся на особенности визуального восприятия плоских и пространственных фигур. Оптическая иллюзия изначально присутствует в нашем зрительном восприятии: изображение существует не только на холсте, но в действительности и в глазах, и в мозге зрителя.
Оптические иллюзии помогают обнаружить некоторые закономерности зрительного восприятия, поэтому им уделяли пристальное внимание психологи. Сконструированные ими визуальные тесты имели экспериментальный характер. При восприятии реальных объектов иллюзии возникают редко. Поэтому, чтобы выявить скрытые механизмы человеческой перцепции, необходимо было поставить глаз в необычные условия, заставить его решать нетиповые задачи. Опытные графические образцы, созданные, например, школой гештальтпсихологии, привели к формулированию некоторых правил, по которым протекает процесс зрительного восприятия.

## Бриджит Райли
Художники воспользовались этими открытиями по-своему. Обратимся, например, к картине Бриджит Райли «Поток» (1964). Всю её поверхность покрывают тонкие волнообразные линии. К середине изгибы становятся более крутыми, и здесь возникает видимость отделяющегося от плоскости зыбкого течения.
Начиная с 1965 года Бриджит Райли начала производить оп-арт на основе цвета. В её работе «Катаракта-III», 1967 создаётся эффект движения волн. В другой чёрно-белой композиции Райли — «Прямая кривизна» (1963) — сдвинутые по центру и пересеченные ломаными линиями круги создают эффект объемной извивающейся спирали. В «Фрагменте № 6/9» (1965) той же художницы разбросанные по плоскости чёрные диски порождают скачку последовательных образов, мгновенно исчезающих и возникающих вновь.

## Оп-арт и восприятие
Задача оп-арта — обмануть глаз, спровоцировать его на ложную реакцию, вызвать образ «несуществующий». Визуально противоречивая конфигурация создает неразрешимый конфликт между фактической формой и формой видимой. Оп-арт намеренно противодействует нормам человеческой перцепции. Исследования психологов показали, например, что глаз всегда стремится организовать хаотически разбросанные пятна в простую систему (гештальт). В оптической живописи, напротив, простые однотипные элементы располагаются так, чтобы дезориентировать глаз, не допустить становления целостной структуры.
Так, в картине Виктора Вазарели «Тау-дзета» (1964) квадраты и ромбы непрерывно перестраиваются по схеме греческих букв, но так и не объединяются в определённую конфигурацию.
В другой работе Вазарели — «Сверхновые» (1959—1961) две одинаковые контрастные формы создают ощущение перемещающейся вспышки, покрывающая поверхность сетка через некоторое время отделяется и зависает, а вписанные в квадраты круги исчезают и снова появляются в различных точках. Плоскость непрерывно пульсирует, то разрешаясь в мгновенную иллюзию, то снова смыкаясь в непрерывную структуру. Название картины отсылает к представлению о взрывах космической энергии и зарождению сверхновых звезд. Непрерывно колеблющиеся поверхности «сверхсенсорных» картин заводят восприятие в тупик, вызывают зрительный шок.
Особенно сильным ударом подвергался нервный аппарат зрителя на тех выставках, где экспонировались движущиеся, светящиеся, отражающие свет и бликующие системы. Их посетители реагировали на «художественную иллюзию» головокружениями и обмороками.
Здесь следует иметь в виду одну закономерность в эволюции модернизма. Последовательно отказываясь от наиболее высоких способов художественной идеализации и образного претворения материала (идейное содержание, повествовательный или аллегорический сюжет, само изображение, наконец), авангардистские направления одновременно понижали и уровень зрительских реакций. Так, в восприятии живописи геометрической абстракции (по другой терминологии — «конкретной живописи») участвует лишь представление о формальном зрительном порядке. Отталкиваясь от этих «математических» принципов, новое поколение конкретистов отвергло и форму. Видный представитель оп-арта Хесус-Рафаэль Сото, увлекавшийся ранее неопластицизмом Мондриана, говорил: «Я не приемлю самого слова „пластический“. Я всегда был против „неопластического“ искусства, и знаю, что сам Мондриан был того же мнения. Пластическое предполагает форму. Но я против формы. Я никогда не верил в существование пластических отношений между формами».
Так оп-арт столкнулся с первичными, низовыми схемами в механизме человеческой перцепции. Принудительная реакция глаза на противоестественный гештальт рефлекторна, как реакция пальца на ожог. Сознательная интерпретация здесь исключена. Иллюзия возникает автоматически, как результат сбоя в работе зрительного аппарата. Виднейший представитель и теоретик этого направления Вазарели писал: «Мы делаем ставку не на сердце, а на ретину; изощренные данные субъекта включаются в психологический эксперимент. Резкие чёрно-белые контрасты, невыносимая вибрация дополнительных цветов, мерцание ритмических сеток и меняющихся структур, оптический кинетизм пластических компонентов — все физические явления наличествуют в наших работах; отныне их роль — не творить чудо, не погружать нас в сладостную меланхолию, а стимулировать, возбуждать в нас дикое веселье».
«Группа исследований визуального искусства» (объединение художников оптического и кинетического искусства) писала в своём манифесте «Довольно мистификаций» (1961): «Больше не должно быть произведений исключительно для: культурного глаза, чувствительного глаза, интеллектуального глаза, эстетского глаза, любительского глаза. Человеческий глаз является нашей исходной точкой».
Под «человеческим глазом» имеются в виду типовые реакции психики, на основе которых возникают иллюзии. Такие иллюзии действительно имеют всеобщий характер и не зависят от индивидуального сознания, культуры, убеждений и вкусов личности. В этом смысле создания оп-арта общедоступны. Кроме того, многие произведения этого направления вследствие элементарности формы и дешевизны материалов (бумага, различные виды пластмасс) легко воспроизводимы в промышленности. На этих основаниях художники гордились демократизмом своего искусства. Так, Вазарели писал: «Моя цель—внедрить пластическое сознание в повседневную жизнь. Мои работы предлагают социальное благосостояние раr ехсеllenсе».
Представители опарта утверждали, что их работы побуждают зрителя к активному соучастию в творчестве, поскольку сам глаз генерирует форму, трансформирует «материю» живописи в «энергию» видимого образа. В этом оп-арт смыкается с массовым искусством: Сближение с формами массовых зрелищ и аттракционов особенно явно в пространственных конструкциях оп-арта: вращающихся, сверкающих, постоянно меняющих свой облик системах, движущихся и мерцающих плоскостях и объёмах. Находки в этой области Якова Агама, Хесуса-Рафаэля Сото, Карлоса Крус-Диеса, Хулио Ле Парка, Жоэля Стена, Джеффри Стила и других впоследствии с успехом использовались в оформлении дискотек, коммерческих выставок, светозвуковых шоу и других массовых мероприятий.
Объекты в действительности могут двигаться используя механическую силу или без неё. Мобили, движущиеся без механической силы, были изобретены А. Родченко, а через несколько лет усовершенствованы американцем А. Колдером. Его скульптуры представляют собой абстрактные композиции, которые двигаются благодаря колебаниям воздуха. И. Де Сото интересовали оптические эффекты. В его работах такие эффекты получаются путём наложения одного слоя на другой. Например, два рисунка на органическом стекле с промежутком между ними. Кажется, что они сливаются в новом пространстве. Позже Сото начал экспериментировать с линиями, разложенными между экранами.
Вазарели был самым ярким представителем опарта благодаря как размаху своего творчества, так и логической завершённости своего метода. Он исследовал воздействие этого искусства и его применение в архитектуре и дизайне, что привело к расцвету оп-арта в рекламе и дизайне до такой степени, что даже возникла опасность превращения его в прикладное искусство.
Чтобы достичь внешних оптических эффектов, оп-артисты используют материалы, не относящиеся к живописи (металл, стекло, пластик), но имеющие отражающую поверхность. Эта же цель навела художников на мысль использовать выразительные возможности ткани и прозрачных материалов — излюбленный приём рекламы и печати, шокирующий и достигающий немедленного результата. В том же духе будет работать и поколение художников, родившихся между 1925 и 1930, чьё творчество связано главным образом с 1960-ми — они систематизируют предшествующие открытия и умножат области применения оп-арта в повседневной жизни. Начиная с оптических эффектов на картинной плоскости, они будут стремиться систематизировать свои композиционные решения (Дебур Гарсия-Росси, Собрино Ле Парк, Демарко Морелле) и достичь переливающихся эффектов (Морелле, Сото, Стейн); некоторые из них обратят свои поиски в сторону кинетизма (Агам Крус, Диас Сото, Ивараль Варданега, Марта Бото).
Оп-арт постепенно приобретает интернациональный характер, в разных странах образуются целые группы художников: в Италии (Альвиани Де Векки, Коломбо Мари), Испании (Дуарте Ибаррола), Германии (Хаккер Мак Гравениц) Швейцарии (Тальман Герстнер), СССР (Вячеслав Колейчук). Отметим что в Соединённых Штатах кризис абстракции порождает хард-эдж и минимализм, которые были вызваны теми же эстетическими потребностями. Эти движения принадлежали традиции Баухауза и Мондриана. Творчество Джозефа Алберса, учившегося в Баухаузе и уехавшего в Соединённые Штаты, станет основой этого явления. Произведения Эльсуорта Келли и Кеннета Ноланда близки оп-арту, в который они вводят непременный атрибут американского искусства — гигантизм. В этом же направлении развивалась и скульптура Тони Смита, Дональда Джадда и Роберта Морриса. Но вскоре все эти художники почувствовали необходимость в «отверстии», открывающемся во внешнее пространство: Крус Диас экспериментирует с цветовыми эффектами и добивается их «равномерного насыщения», Сото — стремится их углубить, а Агам — достигнуть их рельефности. Так, вольно или невольно, а может быть благодаря своим собственным открытиям, оп-арт незаметно соединился с кинетизмом.
Возможности Оп-арта нашли некоторое применение в промышленной графике, плакате, оформительском искусстве.

## Представители
- Яаков Агам
- Ричард Аллен
- Йозеф Альберс
- Джетулио Альвиани
- Anonima group
- Ричард Анушкевич
- Виктор Вазарели
- Людвиг Вайлдинг[англ.]
- Тони ДеЛап[англ.]
- Мариан Зазеела[англ.]
- Карлос Крус-Диес[англ.]
- Хулио Ле Парк
- Хайнц Мак
- Джон Макгейл[англ.]
- Юрий Мессен-Яшин
- Реджинальд Нил[англ.]
- Бриджит Райли[11]
- Хесус Рафаэль Сото
- Джулиан Странчак[англ.]
- Гюнтер Уекер
- Гюнтер Фрутрунг
- Мауриц Корнелис Эшер